# Feshi
Feshi este un oraș în  provincia Bandundu, Republica Democrată Congo. În 2012 avea o populație de 7 904 de locuitori, iar în 2004 avea 6 571.